# Кёпюрё-Базар
Кёпюрё-Базар (кирг. Көпүрө-Базар) — село в Таласском районе Таласской области Кыргызстана. Административный центр Айдаралиевского аильного округа. Код СОАТЕ — 41707 232 829 01 0.

## Население
По данным переписи 2009 года, в селе проживало 3752 человека.

## Известные уроженцы
- Байсобаева, Кулгакы (род. 1930) — Герой Социалистического Труда.
- Туголбай Казаков — Министр культуры КР и певец, деятель искусств.
- Майрам Акаева — доктор наук, супруга бывшего Президента КР А. Акаева.
- Искендер Айдаралиев-Губернатор Таласской, Жалал-Абадской и вице премьер министр КР.
- Малик Аликеев — Певец.
- Аман Токтогулов — поэт.
- Бакыт Карагулов — кинорежиссёр.
- Болот Айдаралиев — кинооператор.
- Карыпбай Сарымсаков — один из 10 лучших международных судей по греко-римской борьбе.
- Тойчубек Касымов — ветеринар, Губернатор Таласской, Чуйской областей, глава Президентской аппаратуры КР.